# Johan Timmermans
Johan Elisabeth Timmermans (Luluaburg, 19 april 1957) is een Belgisch politicus en ex-voorzitter van de Belgische voetbalclub KV Mechelen. 

## Levensloop
Timmermans doorliep zijn secundair onderwijs aan het Sint-Romboutscollege te Mechelen. Hij studeerde af als licentiaat in de Rechten aan de U.I.A. in 1980. In datzelfde jaar werd hij ook lid van de Mechelse balie. Hij behandelt voornamelijk advies- en geschillenwerk in aansprakelijkheids- en verzekeringsrecht.
Op 24 april 2003 werd Timmermans officieel aan het hoofd van KV Mechelen, waar hij al van jongs af aan voor supporterde, gezet door de Algemene Vergadering van de toenmalige vzw Red KV Mechelen. Met Timmermans kwam ook een nieuwe naam voor de club met een subtiele verwijzing naar de financiële moeilijkheden in 2002-2003: Yellow-Red KV Mechelen was geboren. De krachtlijnen voor het nieuwe beleid waren duidelijk: supportersinspraak, strenge budgettaire controles en gezonde sportieve ambities moesten ervoor zorgen dat de club nooit meer in zulke moeilijke situatie terecht zou komen. Intussen, ruim 10 jaar later, is KV Mechelen onder Timmermans een gezonde club die meedraait in de Belgische Eerste klasse.
Hij engageerde zich ook op politiek vlak. Zo was hij een tijd schepen in Mechelen. Nadien zetelde hij nog in de gemeenteraad, maar was zelden aanwezig. Timmermans maakt deel uit van de Open Vld. Daarnaast maakt Timmermans deel uit van de raad van bestuur en beheerscomités van Eandis en Iverlek en van het directiecomité van IGEMO.
In juni 2019 werd Timmermans door de Geschillencommissie Hoger Beroep van de KBVB veroordeeld voor wedstrijdvervalsing tijdens het seizoen 2017-18. Na beroep bij het Belgisch Arbitragehof voor de Sport werd zijn schorsing van tien jaar bevestigd.